# Union St. Florian
Die Union St. Florian ist ein österreichischer Fußballverein aus St. Florian in Oberösterreich. Der Verein spielt in der Landesliga Ost, der fünfthöchsten Spielstufe Österreichs. Die Vereinsfarben sind rot-weiß.

## Geschichte
Noch während der Besatzungszeit wurde der Verein Union St. Florian gegründet. 1947 war das Geburtsjahr des Vereines. Anfangs noch unter dem Namen ATSV St. Florian nahm der Verein zum ersten Mal an offiziellen Meisterschaften teil, löste sich aber bereits ein Jahr später wieder auf. 1958 war die Neugründung des Vereins, und von da an ging es nur mehr bergauf.
1961 bekam der Verein seinen ersten Sportplatz, die „Turnwiesensiedlung“. 1968 stieg die Mannschaft das erste Mal auf. Zwei Jahre später gelang der nächste Aufstieg der Union und im darauffolgenden Jahr war der Durchmarsch in die 1. Klasse Mitte perfekt. 1987 wurde der bereits vierte Aufstieg gefeiert und vier Jahre später bekam der Verein seinen „Sportpark“. 1991 gelang der nächste Aufstieg, diesmal in die 2. Landesliga Ost. Der sechste und bis zu diesem Zeitpunkt wichtigste Aufstieg gelang 1996. Mit einem dritten Rang in der Landesliga konnte sich die Union St. Florian in die dritthöchste Spielklasse Österreichs, die Regionalliga Mitte, vorkämpfen. Nach dem Abstieg 1999 und den sofortigen Wiederaufstieg 2000 spielte die Union St. Florian bis 2018 in der Regionalliga Mitte. In der Saison 2017/18 musste man als Tabellenletzter in die OÖ Liga absteigen.
Seit der Saison 2022/23 bildet die Union St. Florian im Erwachsenenfußball eine Spielgemeinschaft mit der Union Niederneukirchen und tritt seitdem unter dem Namen SPG Union St. Florian/Niederneukirchen in Erscheinung.
Aufgrund der Nähe zum Stift Sankt Florian mit seinen St. Florianer Sängerknaben tragen die Fußballer der Union St. Florian ebenfalls den Spitznamen Sängerknaben.